# Joanna Zastróżna

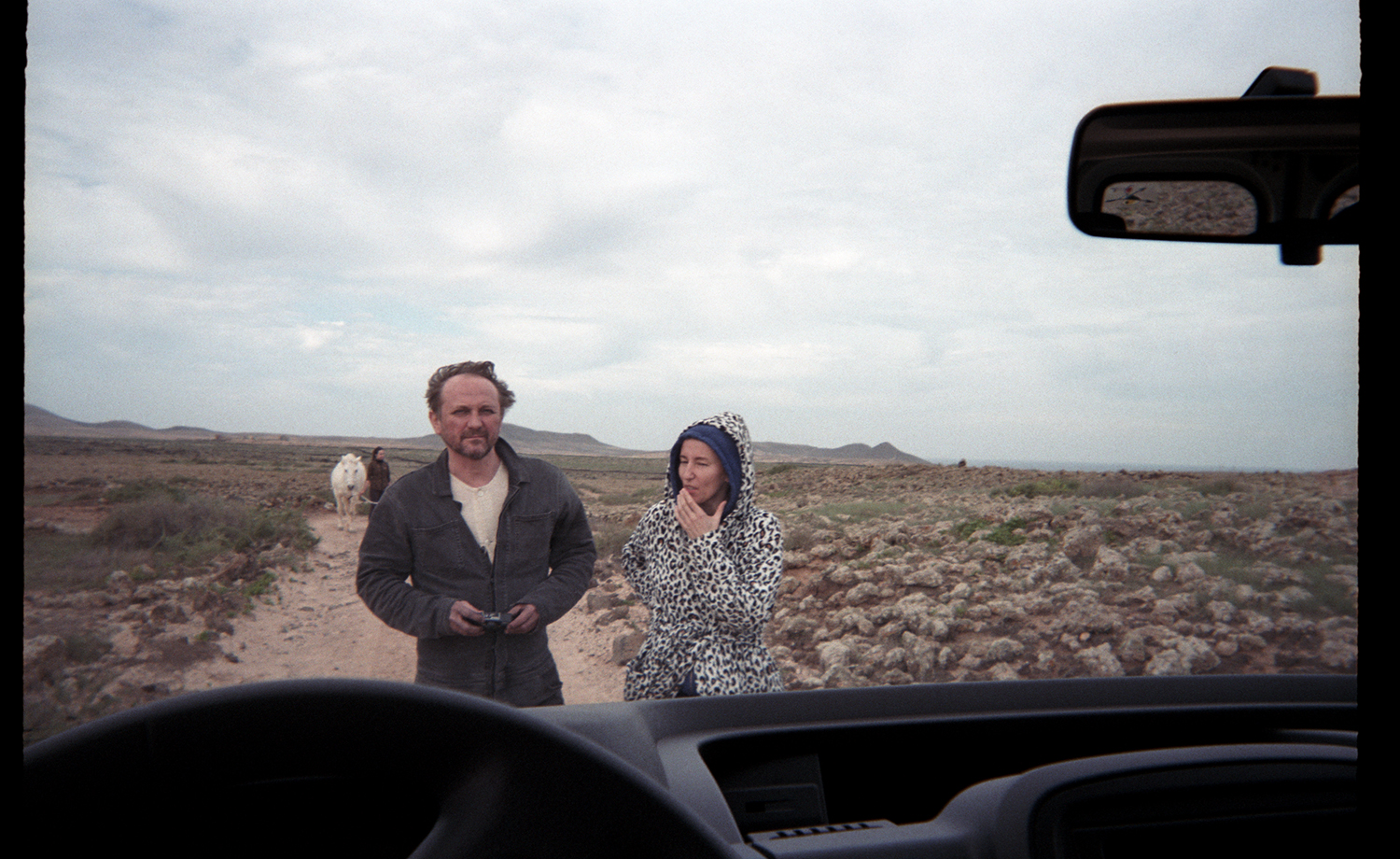
Zastróżna cùng Andrzej Chyra tại phim trường, đang quay phim Las

Joanna Zastróżna (sinh năm 1972 tại Sopot) là một nhiếp ảnh gia và nhà làm phim người Ba Lan. Năm 1997, cô tốt nghiệp Học viện Nghệ thuật (ASP) ở Gdańsk. Zastróżna hiện sống ở Sopot và Sidi Ifni.
Zastróżna bắt đầu triển lãm ảnh của cô vào năm 1999. Tác phẩm ra mắt là sê-ri ảnh "Messenger", vốn là đồ án tốt nghiệp của cô. Sau đó, cô tiếp tục giới thiệu hai sê-ri ảnh khác là "Condensation" và "Marocco". Kỹ thuật làm nên nét riêng của cô là sơn phủ âm bản, kết hợp dùng nhiều màu sắc. Đôi khi cô cũng sử dụng kỹ thuật dựng phim âm bản. Phong cách này được mô tả là "mang không khí chủ nghĩa siêu thực"  và "thực tế nhân tạo". Đối tượng chụp ảnh của cô thường là con người, và Zastróżna quan tâm đến phân tích tâm lý hơn là chỉ mô tả thực tế của họ.
Zastrozhna đã tham gia một số triển lãm nhiếp ảnh tập thể lớn ở Ba Lan trong những năm 2000 và thập niên 2010. Các tác phẩm của cô hiện nằm trong bộ sưu tập của Bảo tàng Nghệ thuật ở Łódź.
Năm 2013, cô làm đạo diễn cho phim ngắn "Molehill". Bộ phim này đã được trình chiếu tại Liên hoan phim quốc tế Busan lần thứ 19.

## Triển lãm
Cá nhân
- Messenger, Mała Galeria ZPAF, CSW Zamek Ujazdowski, Warsaw, Ba Lan  (1999)
- Buby, Messenger, Nadbałtyckie Centrum Kultury, Gdańsk, Ba Lan  (2000)
- NR2, Trung tâm Bản sao Nghệ thuật, Stockholm, Thụy Điển (2000)
- NR3, Państwowa Galeria Sztuki, Sopot, Ba Lan  (2001)
- NR3 Mała Galeria ZPAF, CSW Zamek Ujazdowski, Warsaw, Ba Lan  (2001)
- NR3, BWA, Bydgoszcz, Ba Lan  (2002)
- NR3, Phòng triển lãm FF, Łódź, Ba Lan  (2002)
- NR3, Leigh trên biển, Đường mòn Nghệ thuậtl, Vương quốc Anh (2003)
- NR3, Druskininkai, Lithuania (2003)
- NR3, Tháng Nhiếp ảnh, Kraków, Ba Lan  (2003)
- Zagęszczanie, Państwowa Galeria Sztuki, Sopot, Ba Lan  (2004)
- Zagęszczanie, Phòng triển lãm Wizytująca, Warsaw, Ba Lan  (2006)
- Zagęszczanie, Bảo tàng Nhiếp ảnh, Saint Petersburg, Russia (2008)
- MMK, CSW Zamek Ujazdowski, Warsaw, Ba Lan  (2010)
- MMK, Państwowa Galeria Sztuki, Sopot, Ba Lan  (2011)[6]

Tập thể
- Jutro jest dziś, Osaka, Nara, và Kyoto, Nhật Bản (1999)
- Relacje, Tòa nhà Nhiếp ảnh, Poprad, Slovakia (1999)
- 7th Courant D’Art, Deauville, Pháp (2000)
- Przenikanie, Tháng Nhiếp ảnh, Bratislava, Slovakia (2000)
- Archipelag, Tháng Nhiếp ảnh, Herten, Đức (2001)
- Fotografia polska lat 90. − "Gần một thập niên –Nhiếp ảnh Ba Lan những năm 90", Bảo tàng Sztuki Łodzi; Galeria FF; Galeria Pusta, Katowice; Galeria Bielska BWA, Bielsko-Biała, Ba Lan  (2002)
- Cztery Elementy. Ziemia, Galeria DAP OW ZPAP, Warsaw, Ba Lan  (2003)
- GlobAll, Phòng triển lãm Woman Kraft, Tucson, Arizona, Hoa Kỳ (2004)
- XX w. w fotografii polskiej, Bảo tàng Nghệ thuật Shoto, Tokyo, Nhật Bản (2006)
- Czas Zapamiętany, CSW Zamek Ujazdowski, Warsaw, Ba Lan  (2007)
- Forum Fotografii, wystawa na 25lecie Galerii FF, Łódź, Ba Lan  (2008)
- Festiwal Sztuki ARTLOOP 00, "Wypas"  instalacja, Sopot, Ba Lan  (2011)
- Festiwal Sztuki ARTLOOP 02, "Pralnia Chemiczna" instalacja, Sopot, Ba Lan  (2013)